# Эмалированная посуда
Эмалированная посуда — металлическая посуда с эмалированным покрытием.
Эмалевое покрытие представляет собой стеклокерамику с добавлением экологически безопасных красящих веществ, которое наносится на стальную основу и обжигается в специальных печах при температуре 800—850 °C.

## Основные этапы производства
- Изготовление штампованной стальной формы. Из стали вырезаются заготовки необходимых размеров и затем на специальных прессах вытягиваются в заданную форму. При необходимости к корпусам привариваются заранее изготовленные ручки, носики и т. д.
- Подготовка стальной заготовки для нанесения покрытия. Перед началом нанесения эмалевого покрытия заготовка должна быть очищена и обезжирена.
- Нанесение эмалевого покрытия. На подготовленную заготовку внутри и снаружи наносят слой эмали, затем обжигают его в печи. Для изготовления более качественной посуды наносят более одного слоя эмали. В таком случае первый слой эмали называют грунтовым, а верхний или наружный слой называют покровным. Каждый слой эмали требует последующего обжига в печи при температуре 800—850°С.
- Декорирование посуды. Для нанесения «картинок» на изделия используют деколь, которую наклеивают на изделия поверх эмалевого покрытия, затем сушат и обжигают в печах для декора при более низком температурном режиме. Таким образом, обеспечивается стойкость рисунка.
- Фурнитура. Традиционно изделия имеют эмалированную фурнитуру (ручки для чайников, кастрюль и т. д.), но в последнее время встречаются изделия с фурнитурой из других материалов, например, нержавеющий ободок, пластиковые ручки, нержавеющие и стеклянные крышки и прочее. Именно на этом этапе изделия комплектуются всем необходимым (закатывают ободки, прикручивают боковые ручки и т. д.)
- Маркировка и упаковка. Уже готовая посуда маркируется и надежно упаковывается для дальнейшей транспортировки и продажи.

Все технические требования к материалам, характеристики посуды, правила приемки, методы контроля и т. д. разработаны и представлены в ГОСТ 24788-2018 (последняя версия).

## Безопасность
Эмалевое покрытие устойчиво к истиранию, ржавчине, оно не вступает во взаимодействие с пищей, тем самым надежно защищая её. Как следствие в эмалированной посуде можно не только готовить, но и хранить пищу.
Эмаль, как правило, может безопасно подвергаться высокой температуре и хорошо реагировать на резкие изменения температуры 95-150 °С без повреждений.
Недостатком такой посуды является её хрупкость, но при бережной эксплуатации данный недостаток не проявляется.
Вся посуда, произведенная на территории Российской Федерации, должна соответствовать требованиям ГОСТа.